# جين موجوماريا
جين موجوماريا (مواليد 13 مارس 1970 في كيغالي ) (بالفرنسية: Jeanne d'Arc Mujawamariya)‏ هي سياسية رواندية، شغلت منصب وزير التعليم والعلوم والتكنولوجيا والبحث في رواندا في الفترة من 2006 إلى 2008. وهي حاليا سفيرة فوق العادة ومفوضة لرواندا لدى روسيا منذ عام 2013.

## سيرتها
حصلت موجوماريا على بكالوريوس العلوم من الجامعة الروسية لصداقة الشعوب في روسيا سنة 1997؛ كما حصلت على درجة الماجستير في الكيمياء من الجامعة نفسها.في عام 2001 حصلت على درجة الدكتوراه في الكيمياء والفيزياء من المعاهد الهندية للتكنولوجيا روركي (Roorkee). وهي متزوجة ولها طفلان.